# Чернець (Малопольське воєводство)
Чернець (пол. Czerniec) — село в Польщі, у гміні Лонцько Новосондецького повіту Малопольського воєводства.
Населення — 703 особи (2011).
У 1975-1998 роках село належало до Новосондецького воєводства.

## Демографія
Демографічна структура станом на 31 березня 2011 року:
|          | Загалом | Допрацездатний вік | Працездатний вік | Постпрацездатний вік |
| -------- | ------- | ------------------ | ---------------- | -------------------- |
| Чоловіки | 374     | 118                | 224              | 32                   |
| Жінки    | 329     | 85                 | 192              | 52                   |
| Разом    | 703     | 203                | 416              | 84                   |